# Varsovia 83. Un asunto de Estado
Varsovia 83. Un asunto de Estado (en polaco, Żeby nie było śladów) es una película dramática polaca de 2021 dirigida por Jan P. Matuszyński. Fue seleccionado para competir por el León de Oro en el 78.ª Festival Internacional de Cine de Venecia. Fue seleccionada como la entrada polaca al Mejor Película Internacional en la 94.ª edición de los Premios de la Academia, pero no fue nominada. La película está basada en el libro Żeby nie było śladów de Cezary Łazarewicz, que recibió el premio Nike en 2017.

## Sinopsis
Jurek, el único testigo del asesinato sancionado por el estado del estudiante de secundaria Grzegorz Przemyk, es el objetivo del gobierno durante la era de la ley marcial de los 80 en Polonia.

## Reparto
- Mateusz Górski : Grzegorz Przemyk
- Agnieszka Grochowska : Jurek
- Tomasz Ziętek
- Tomasz Kot
- Robert Wieckiewicz
- Jacek Braciak
- Aleksandra Konieczna
- Sandra Korzeniak : Barbara Sadowska